# Persépolis (filme)

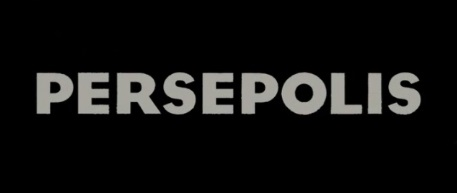
Persepolis 2007

Persepolis (bra/prt: Persépolis) é um filme francês de animação de 2007, baseado no romance gráfico autobiográfico homônimo de Marjane Satrapi. O filme foi escrito e dirigido por Satrapi e Vincent Paronnaud. Sua trama começa pouco antes da Revolução Iraniana, quando Marjane atinge a adolescência, e acaba quando ela é uma expatriada de 22 anos. O título é uma referência à cidade histórica de Persépolis.
O filme estreou no Festival de Cannes de 2007, onde recebeu o prêmio do júri. Em seu discurso, Marjane disse que "apesar desse filme ser universal, eu gostaria de dedicar o prêmio a todos iranianos". O filme foi lançado na França e na Bélgica em 27 de junho do mesmo ano. No Brasil, foi lançado em 30 de outubro de 2007 no Festival Internacional de São Paulo e em 23 de fevereiro de 2008 no circuito comercial.
Persepolis foi escolhido pelo governo francês para representar o país na disputa ao Oscar de melhor filme estrangeiro e, apesar de não ter sido indicado na categoria, foi um dos três indicados ao prêmio de melhor filme de animação, mas acabou perdendo para Ratatouille.

## Elenco
As vozes originais, em francês, dos personagens foram dubladas pelos seguintes atores:
- Chiara Mastroianni como Marjane adolescente e adulta
- Catherine Deneuve como mãe de Marjane
- Danielle Darrieux como avó de Marjane
- Simon Abkarian como pai de Marjane
- Gabrielle Lopes Benites como Marjane criança
- François Jerosme como tio Anouche

O filme foi lançado no Canadá em sua versão original, com legendas em inglês. Na versão lançada nos Estados Unidos, Mastroianni e Deneuve repetiram suas personagens, enquanto Sean Penn deu voz ao pai de Marjane, Iggy Pop ao tio Anouche e Gena Rowlands à avó de Marjane. Laurie Metcalf deu voz a uma personagem secundária, a mãe de um jovem adolescente.

## Prêmios
- César
  - Venceu: Melhor filme de estreia (Vincent Paronnaud e Marjane Satrapi)
  - Venceu: Melhor roteiro adaptado (Vincent Paronnaud e Marjane Satrapi)
  - Indicado: Melhor edição (Stéphane Roche)
  - Indicado: Melhor filme
  - Indicado: Melhor música original (Olivier Bernet)
  - Indicado: Melhor som (Samy Bardet, Eric Chevallier e Thierry Lebon)

- European Film Awards 2007
  - Indicado: Melhor filme

- Festival de Cannes 2007
  - Venceu: Prêmio do júri
  - Indicado: Palma de Ouro

- Festival de São Paulo 2007
  - Venceu: Prêmio da audiência - melhor filme estrangeiro

- Golden Globe Awards 2008:
  - Indicado: Melhor filme em língua estrangeira

- Oscar 2008:
  - Indicado: Melhor filme de animação

- New York Film Critics Circle
  - Venceu: Melhor Filme de Animação